# Melittia cyaneifera
Melittia cyaneifera is een vlinder uit de familie wespvlinders (Sesiidae), onderfamilie Sesiinae.
Melittia cyaneifera is voor het eerst wetenschappelijk beschreven door Walker in 1856. De soort komt voor in het Neotropisch gebied.